# Арки (остров)
А́рки (греч. Αρκοί) — остров в Эгейском море.

## География
Входит в группу островов Додеканес (Южные Спорады). Находится в юго-восточной части Эгейского моря. Площадь острова составляет 6,7 км².
Согласно переписи населения 2011 года, на острове проживало 44 человека. В настоящее время основным занятием жителей является рыболовство. Развивается и сфера обслуживания туристов. На острове располагается самая маленькая средняя школа в Европейском Союзе, которую посещает только один ученик.